# Panóias de Cima
Panóias de Cima is een plaats (freguesia) in de Portugese gemeente Guarda en telt 573 inwoners (2001).